# Roussette des îles Truk
Pteropus insularis
Espèce
Synonymes
- Pteropus phaeocephalus Thomas, 1882

Statut de conservation UICN

 CR A2cd : 
En danger critique
Statut CITES
La Roussette des îles Truk (Pteropus insularis) est une espèce de chauves-souris.

## Liste des sous-espèces
Selon MSW:
- sous-espèce Pteropus insularis insularis
- sous-espèce Pteropus insularis phaeocephalus (à Namoluk et Losap)